# ウィリアム・ヴィックリー
ウィリアム・スペンサー・ヴィックリー（William Spencer Vickrey、1914年6月21日 - 1996年10月11日）は、カナダ生まれのアメリカ合衆国の経済学者。コロンビア大学教授。1992年アメリカ経済学会会長。

## 業績
- 情報の非対称性下におけるインセンティブに関する研究でケンブリッジ大学のジェームズ・マーリーズと共に1996年ノーベル経済学賞を受賞したが、その発表3日後に亡くなった（ノーベル賞の規定では、死者に賞を与えることは認められていないが、受賞者決定後に本人が亡くなった場合には授賞が取り消されることはない）。
- ヴィックリー・オークションで有名。交通渋滞、道路通行料金、電力料金の最適化等の研究でも知られる。

## 経歴
- 1914年：ブリティッシュコロンビア州ビクトリアに生まれる。
- 1931年：Phillips Andover Academy卒。
- 1935年：イェール大学卒（B.S.数学）。
- 1937年：コロンビア大学（M.A.経済）。
- 1937年：National Resources Planning Board(Washington D.C.),Division of Tax Research, US Treasury Department。
- 1939年：Twentieth Century Fund(公共ユティリティーの最適価格に関する研究）。
- 1946年：コロンビア大学講師。
- 1948年：コロンビア大学（Ph.D.経済）を得る（博士論文のAgenda for Progressive Taxationは1972年に出版された）。
- 1950年：シャウプ使節団のメンバーとして日本へのミッションに参加。
- 1951年：NY市の委託を受けてNY市地下鉄の料金体系に関する研究実施。
- 1958年：コロンビア大学教授就任。
- 1964年-1967年：経済学部長。
- 1971年：McVickar Professor of Political Economy就任。
- 1979年：シカゴ大学名誉博士号授与。
- 1982年：退官。McVickar Professor of Political Economy Emeritus就任。
- 1992年：米経済学会会長、米国科学アカデミー会員就任。
- 1996年：ノーベル経済学賞受賞。
- 1996年：ノーベル経済学賞受賞発表の3日後に、心臓発作でニューヨーク州ハリソンで死去。

## 著書
- Public Economics 1994 by Cambridge University Pressに同氏の全ての著作が掲載されている。（書籍8冊、論文139件、評論27件、未発表の論文等61件）
- Nobelpricewinner Prof. William Vickrey: 15 fatal fallacies of financial fundamentalism-A Disquisition on Demand Side Economics